# Petr Froněk
Petr Froněk (1979 - 28. dubna 2007) byl český kulturista.
Petr Froněk v roce 2007 tragicky zahynul s Vlastou Krejsou při dopravní nehodě na 67. km dálnice D1, když se vraceli z Mistrovství ČR v Orlové. Na serveru Ronnie.cz vznikla sbírka pro rodiny Vlasty Krejsy a Petra Froňka, do které mimo jiné přispívá Svaz kulturistiky a fitness ČR a firma Aminostar. Pohřeb se uskutečnil 4. května 2007 v 9.30 hodin v obřadní síni na hřbitově v Lovosicích.

## Historie soutěží
| Rok  | Název soutěže              | Kategorie                        | Umístění  |
| ---- | -------------------------- | -------------------------------- | --------- |
| 2006 | Atlas Cup 2006             | Muži do 35 let                   | 6.        |
| 2007 | Mistrovství Čech mužů 2007 | Klasická kulturistika nad 175 cm | 3.nebo 6. |